# 旧台南州庁
旧台南州庁（きゅうたいなんしゅうちょう、繁体字中国語: 原臺南州廳）は台湾台南市中西区にある国定古蹟の建築物。日本人建築家の森山松之助による設計で、日本統治時代に台南庁庁舎:17、後に台南州の行政組織が置かれたほか、州轄市としての台南市庁も兼ねていた。
戦後は中華民国空軍司令部、台南市政府庁舎として1997年まで使われた。1998年に直轄市指定古蹟登録を経て、修復・拡張工事が始まり、2003年に国定古蹟に昇格。現在は中華民国文化部傘下の文化部文化資産局によって国立文化資産保存研究センター（繁体字中国語: 文化資產保存研究中心）と国立台湾文学館として運営されている。古蹟名義は旧州庁だが、戦後長期にわたって台南市政府庁舎として使われたため、市民には「旧市政府」という呼称で定着している。
政府組織としての文学館とその沿革、概要は国立台湾文学館の記事を参照。

## 沿革

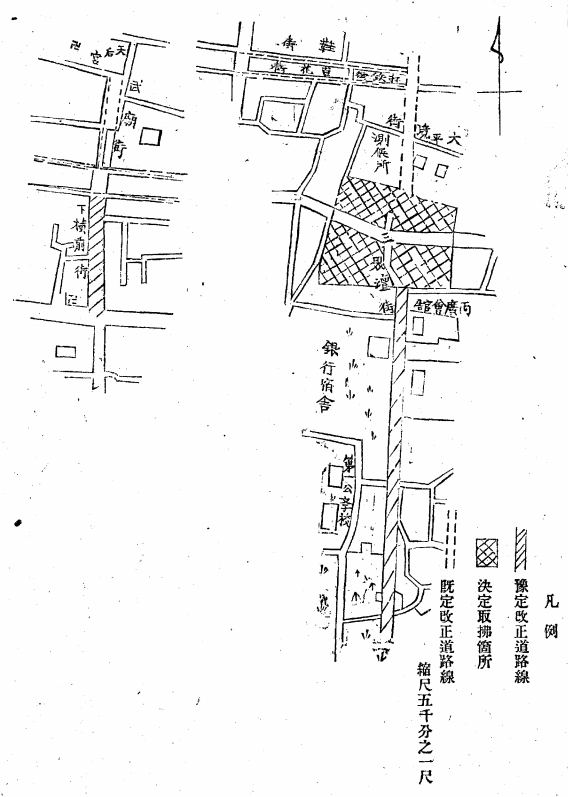
1906年台南庁告示131号附圖：右図斜線部分が湯徳章紀念公園の前身。中央の「銀行宿舎」は台湾銀行の宿舎で、その後台南州庁の用地となる。

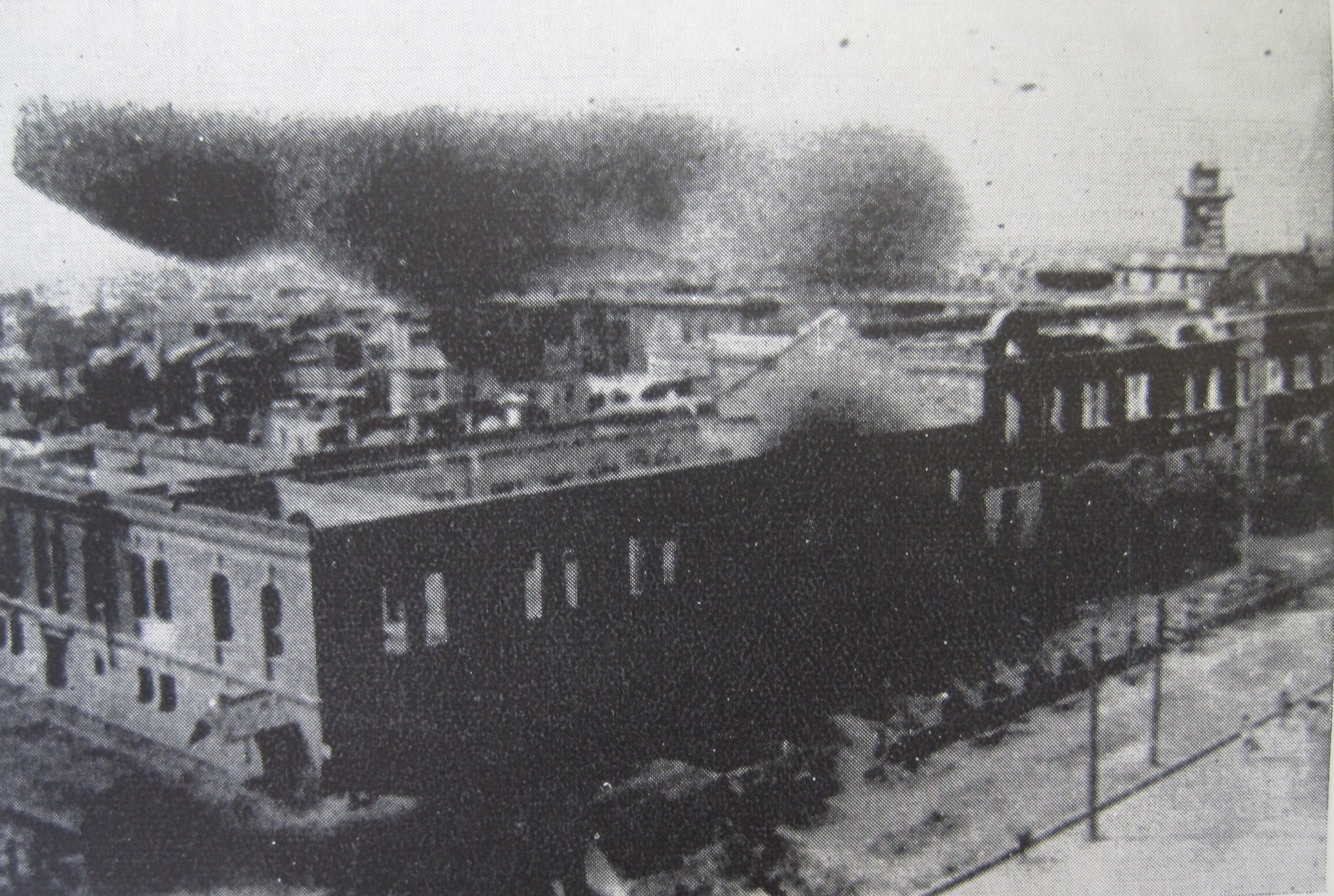
第二次世界大戦中に爆撃を受けた台南州庁

戦後に修復された旧台南州庁

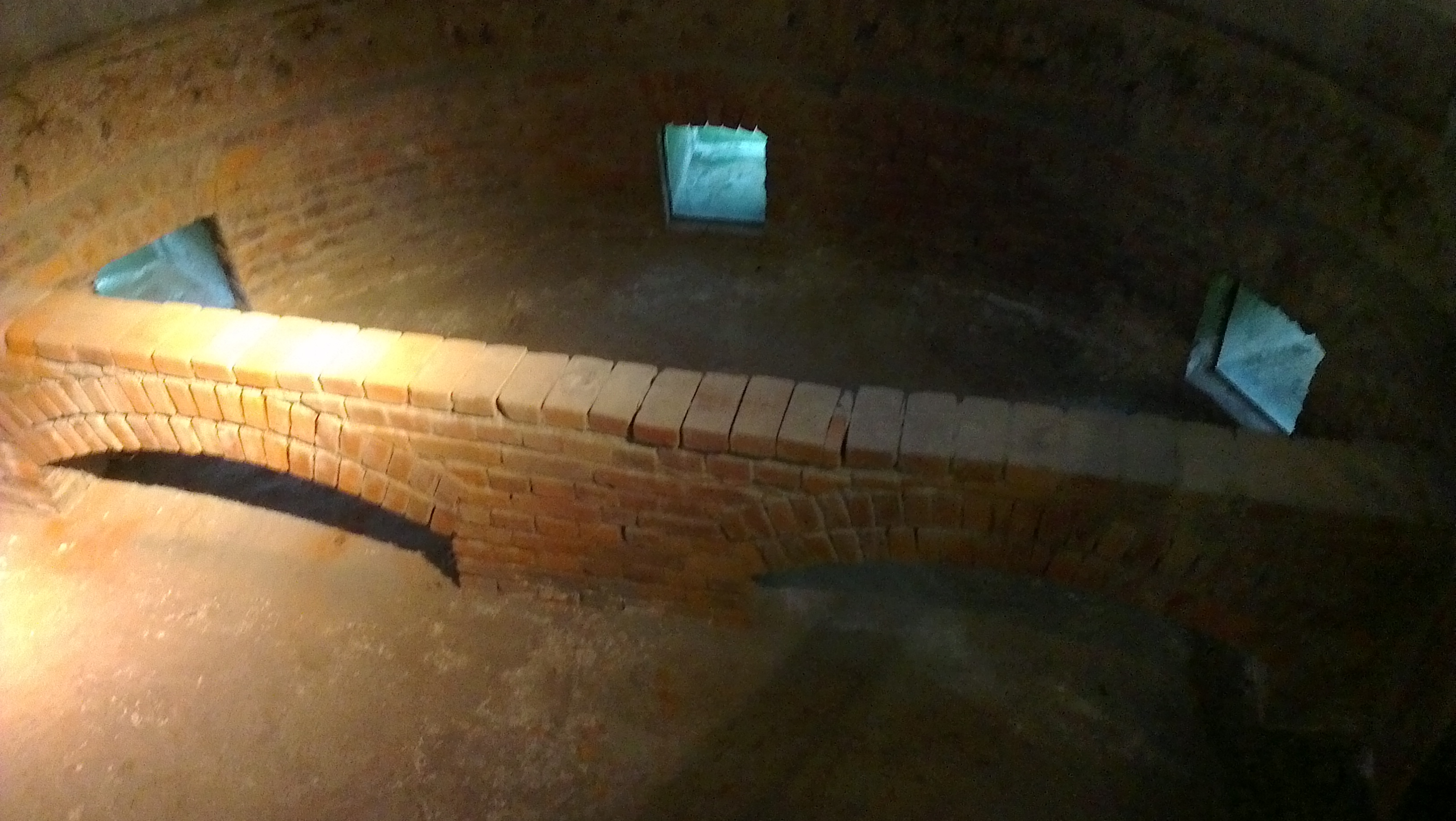
地中梁

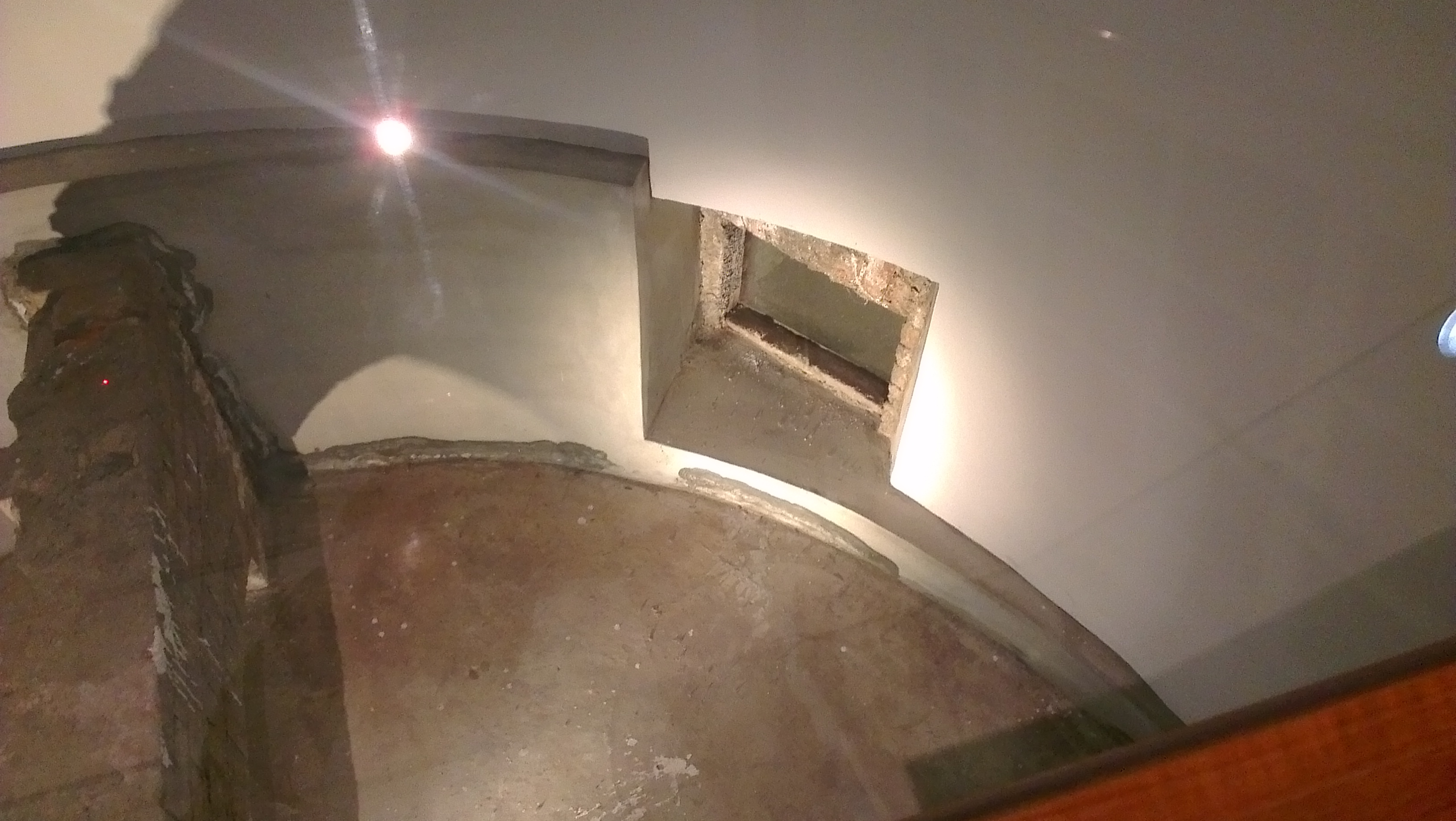
通気孔

### 台南庁舎
日本統治時代の明治43年（1910年）2月22日、台南庁長の松木茂俊が「台南庶発第410号」を以って台湾総督府に新庁舎建設を陳情した。当初の候補地は直近まで日本帝国陸軍の宿営舎として使われていた清朝の鴻指園の跡地（現在地よりやや東の衛民街）だったが、最終的に台湾銀行台南支店宿舎だったこの地が選ばれた。
大正2年（1913年）10月11日に上棟式が催され、当時総督府営繕課の技師だった森山松之助による設計で、レンガ造りによる石壁と鉄骨梁、鉄筋コンクリートを組み合わせた2階建て建築で、屋根には銅瓦によるマンサード屋根様式が採用された。正門の立面は円形柱を誂えた左右に1つずつの衛塔を備えている。
大正5年（1916年）5月20日、台南庁の弁公室が清朝の巡道署（現永福国小）を接収した旧庁舎から移転、この時期の庁舎は正門と衛塔部分だけで、1918年から1920年の間に両翼部分が増築された。

### 台南州庁
大正9年（1920年）9月、総督府の行政区画再編（廃庁置州）により元の台南庁北半分は嘉義庁との合併で台南州（現在の雲林県、嘉義県、嘉義市、台南市に跨る）となり、州には州轄市としての台南市と10郡が置かれた。初代台南州知事は台南庁長だった枝徳二が就任。
台南庁の庁舎も台南州庁となった。州庁の当時の住所は幸町で、正門は大正公園（現湯徳章紀念公園の円環（ロータリー）に面している。また「台南市役所」も入る合同庁舎で、円環から南方向に延びる幸町通（現在の南門路）に面したところに市役所用の出入口があった。市役所は昭和5年（1930年）に大宮町2丁目（現在の永福国小付近）にあった旧台南庁庁舎を修復して移転した。2階には1935年に旧州庁から増築移転した州議会議事場の旧台南州会と連絡通路を介して行き来できるようになった
第二次世界大戦時中は昭和20年（1945年）3月1日の台南大空襲に見舞われた。米軍の焼夷弾が直撃し、庁舎はマンサード屋根や衛塔、その他木造部分が全壊するなど著しく損傷した。外壁も4年ほど荒廃したままだった。

### 空軍供応部
第二次大戦後、中華民国空軍供応司令部（後に空軍後勤司令部と改名）が上海市から台南に移転してきた。軍の第3弁公室は民国38年（1949年）に州庁を修復して置かれたが、屋根は一部が修復されたのみで、大ホールの柱も急ごしらえのものだった。民国57年（1968年）、台南市議会での決議を経て市政府は空軍司令部に対し旧州庁を明け渡すことを要求:5、900万ニュー台湾ドルで新司令部建設費用を補償することになった:6。翌年供応部司令の将軍だった陳御風は翌年に移転することで当時の台南市長林錫山と合意に至った。
このとき市政府は南門尋常小学校（現在の台南市立建興国民中学）内で業務を行っていた。
現在も付近に府前路と道路名があることがそのときの名残である。

### 台南市政府
軍から引渡を受けた市政府は200万ニュー台湾ドルを投じて旧州庁舎を修繕、1969年9月25日に府前路から移転を開始、9月30日に正式開庁した:6。その後市の行政は28年間ここで続き、1997年10月1日に安平区内の再開発地区（台南市第五期市街地再開発区）の新庁舎（現在の永華市政中心）に移転した。

### 文学館

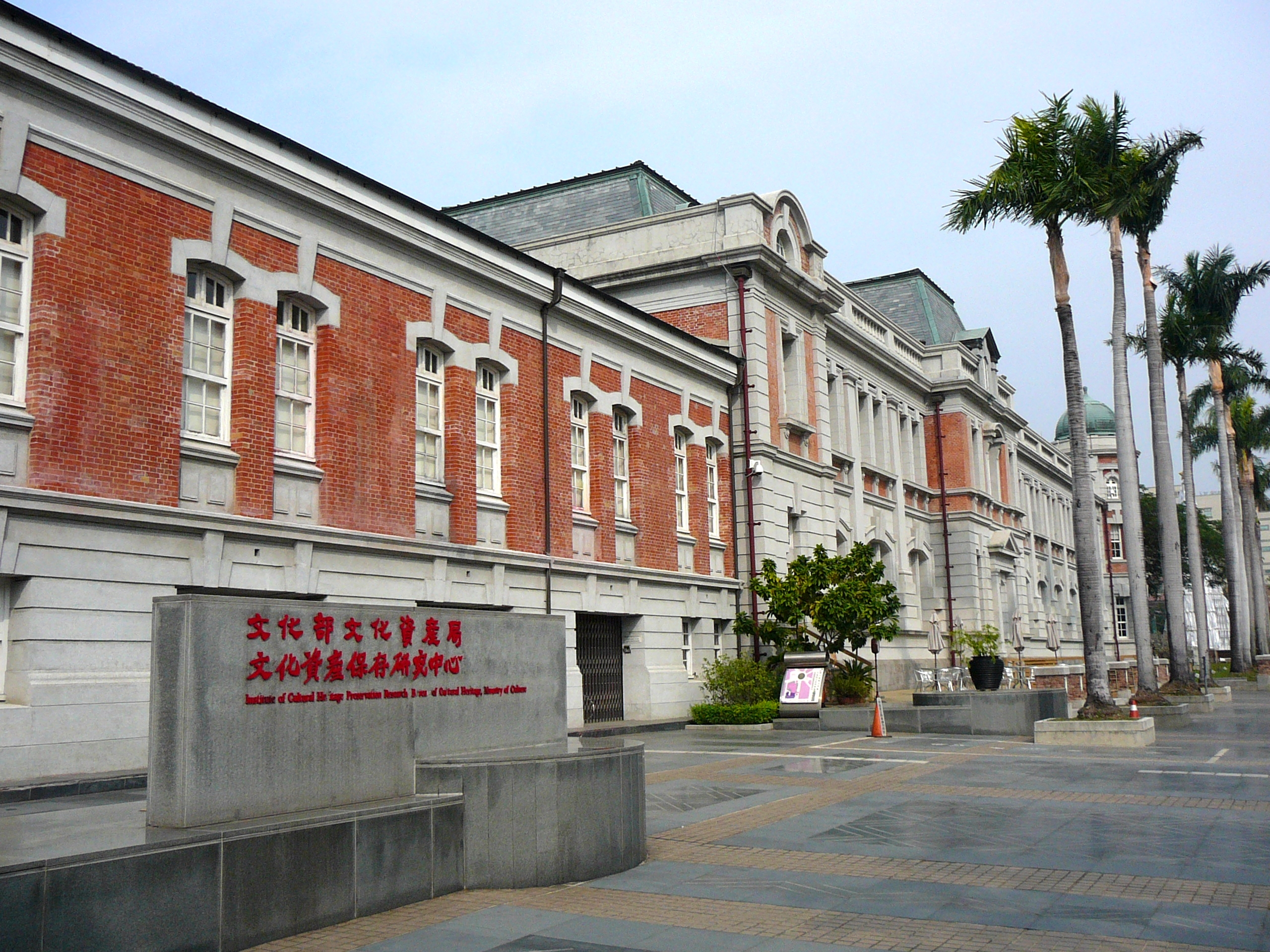
文化資産保存研究中心

1997年8月、行政院文化建設委員会（文化部の前身）が「国立文化資産保存研究中心準備処（文資中心）」を発足させ、「国家台湾文学館」と「国立文化資産保存研究中心」の開設準備が始まった。翌年5月22日、当時の台南市長張燦鍙と文資中心主任だった林金悔が前市政府の旧州庁を移管することで合意、即座に市内の国立成功大学建築系（建築学科）に委託しての修復、増築計画が始動した。
2002年末に修復が完了、「国家文学館」として2003年10月17日に再オープンした。そして2007年に「国立文学館」へと正式に改名。
文資中心も「行政院文化建設委員会文化資産総管理処準備処」南部弁公室となった。その後中央省庁再編に伴い2012年5月20日に文化部文化資産局文化資産保存研究中心と再改名された。
2000年1月24日から2日間にわたっての調査で、入口背面と両側で4つに割れた墓碑の欠片が地下45センチの場所で発見された。厚さが15-20センチのレンガ片とコンクリートの混合で、大正時代の建立されたときの奠石（祭祀用の石）とみられている。

## 州庁組織
日本統治時代の台南州庁は知事官房、内務部、警務部の三代部門とその傘下の各課に分別されていた。
知事官房
- 文書課、会計課、税務課、調停課

内務部
- 地方課、教育課、勧業課、土木課、水利課

警務部
- 高等警察課、警務課、保安課、刑事課、衛生課、理蕃課[5]。

## 周辺
周辺も史跡が多数ある
- 台南孔子廟
- 湯徳章紀念公園
- 旧嘉南大圳組合事務所（現嘉南農田水利会）